# Angelo Domenghini
Angelo Domenghini (* 25. August 1941 in Lallio) ist ein ehemaliger italienischer Fußballspieler und -trainer.

## Karriere
Der Stürmer Domenghini begann seine Profikarriere 1961 bei Atalanta Bergamo. 1964 wechselte er zu Inter Mailand, wo er italienischer Nationalspieler wurde. Er gehörte zur italienischen Mannschaft, die die Fußball-Europameisterschaft 1968 gewann. 1969 wechselte er zum sardischen Club Cagliari Calcio, wo er den zu Inter gewechselten Roberto Boninsegna ersetzte. In der Nationalmannschaft spielte er mit seinem Clubkollegen Luigi Riva und Boninsegna bei der Fußball-Weltmeisterschaft 1970, wo er den einzigen Treffer für Italien in der Vorrunde beim 1:0-Sieg gegen Schweden erzielte. Dennoch wurde die Mannschaft Gruppensieger und erreichte nach dem Jahrhundertspiel gegen Deutschland das Finale, das gegen Brasilien mit 1:4 verloren ging.
1973 verließ er Cagliari und ging zur AS Rom. Die erfolgreichen Zeiten waren für Domenghini jedoch beendet. Für die Hauptstädter spielte er nur eine Saison und zog weiter zu Hellas Verona. Nach 1976 spielte er nur noch für unterklassige Vereine und beendete 1979 seine Laufbahn.

## Erfolge
- Italienischer Pokalsieger: 1962/63
- Italienischer Meister: 1964/65, 1965/66, 1969/70
- Weltpokalsieger: 1964, 1965
- Europameister: 1968
- Torschützenkönig der Coppa Italia: 1962/63